# Herrarnas tvåmanna i bob vid olympiska vinterspelen 1932
Herrarnas tvåmannabobåkning i vinter-OS 1932 ägde rum i Mount Van Hoevenberg Recreation Area i Lake Placid i delstaten New York i USA den 8-9 februari 1932.

## Medaljörer
| Gren             | Guld                              | Silver                             | Brons                         |
| Herrar, tvåmanna | USA Hubert Stevens Curtis Stevens | Schweiz Reto Capadrutt Oscar Geier | USA John Heaton Robert Minton |

## Resultat
| Placering | Land och Idrottare                                   | Tid     |
| Gold      | USA (Hubert Stevens, Curtis Stevens)                 | 8.14,74 |
| Silver    | Schweiz (Reto Capadrutt, Oscar Geier)                | 8.16,28 |
| Bronze    | USA (John Heaton, Robert Minton)                     | 8.29,15 |
| 4         | Rumänien (Alexandru Papană, Dumitru Hubert)          | 8.32,47 |
| 5         | Tyskland (Hanns Kilian, Sebastian Huber)             | 8.35,36 |
| 6         | Italien (Teofilo Rossi di Montelera, Italo Cassini)  | 8.36,33 |
| 7         | Tyskland (Werner Huth, Max Ludwig)                   | 8.45,05 |
| 8         | Italien (Gaetano Lanfranchi, Agostino Lanfranchi)    | 8.50,66 |
| 9         | Belgien (Max Houben, Louis Van Hege)                 | 8.53,10 |
| 10        | Belgien (Christian Hansez, Jacques Maus)             | 9.01,15 |
| 11        | Frankrike (Louis Balsan, Daniel Armand-Delille)      | 9.02,59 |
| 12        | Österrike (Hugo Weinstengel, Johann Baptist Gudenus) | 9.16,42 |